# シュコダ・ファビアS2000
シュコダ・ファビアS2000（Škoda Fabia S2000）は、世界ラリー選手権 (WRC) に出場することを目的として、シュコダ・ファビアをベース車両としてスーパー2000ホモロゲーションを取得した競技専用車。シュコダ・モータースポーツが製作し、2008年にFIAのホモロゲーションを取得して2009年のラリー・モンテカルロでデビューした。シュコダ自体だけではなく、フォルクスワーゲンやプライベーターによって国際大会および地域の大会で使用された。
ヨーロッパラリー選手権やIRC、また補完的な世界選手権であるスーパー2000選手権やプロダクションカー世界ラリー選手権などのさまざまなラリー競技でいくつかの勝利を獲得した。アンドレアス・ミケルセンのドライブで2010年と2011年のIRCタイトルを獲得し、ヨーロッパ選手権では2012年はユホ・ハンニネンが、2013年はヤン・コペッキーが、2014年はエサペッカ・ラッピが勝利し、アジアパシフィックラリー選手権では2012年のクリス・アトキンソン、2013年のガウラヴ・ギル、2014年のヤン・コペッキーがタイトルを獲得し、南米ラリー選手権では2013年にグスタボ・サバが勝利した。
シュコダ・ファビアS2000は四輪駆動、トリプルアクティブデフ、8000rpmで210 kW (280 hp)と最大トルク245 Nmを発揮する2.0リッター自然吸気エンジンを装備する。車両重量は1,200 kgで、アグレッシブな外観のボディと、広いトレッド幅を備えている。
この車両が初めて公開されたのは2008年のズリン・ラリー（チェコ共和国で開催）だったが、車両のホモロゲーションが取れていなかったため「0カー」としてヤン・コペッキーがドライブした。

## 戦績

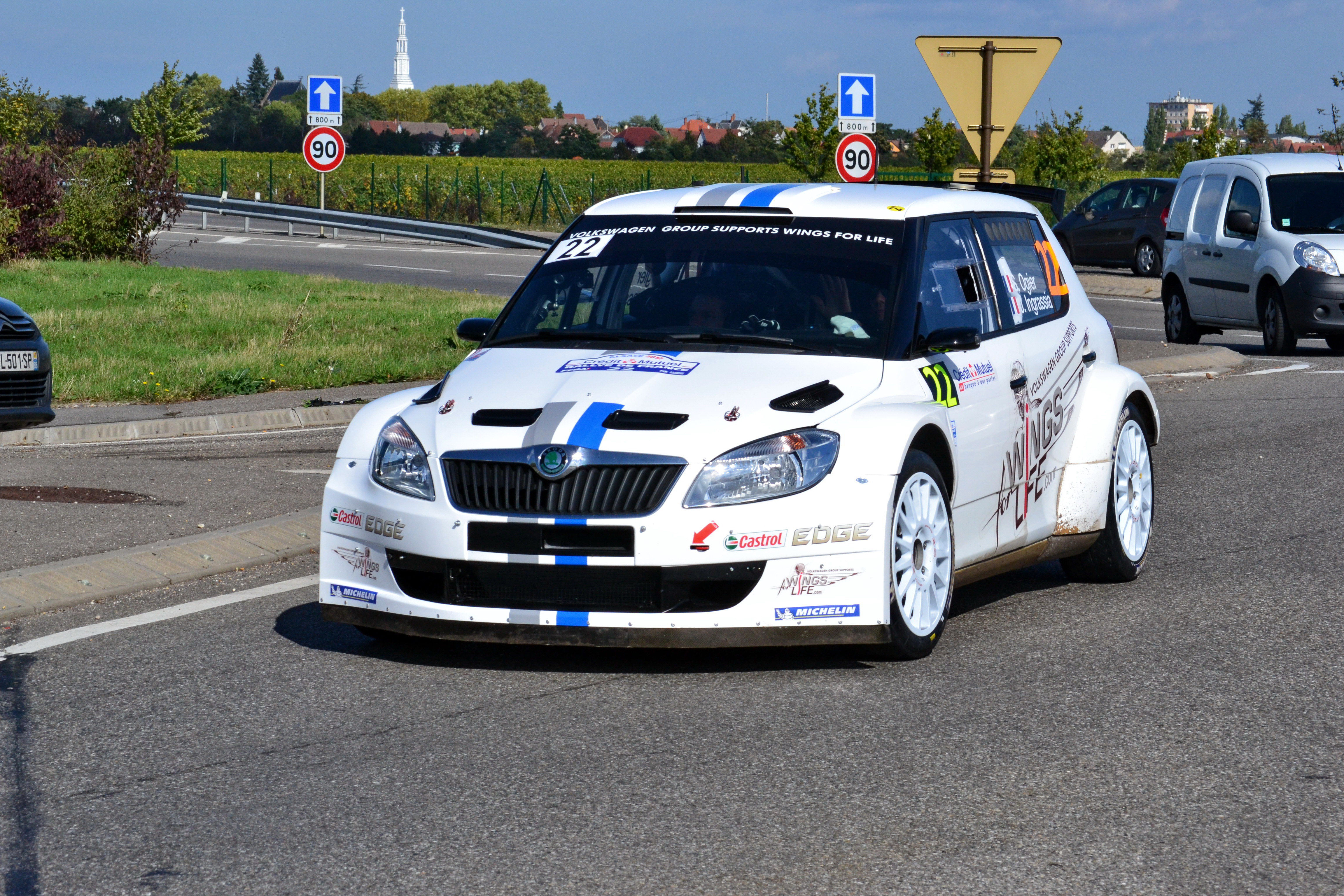
2012年シーズンに世界ラリー選手権で使用されたセバスチャン・オジェのシュコダ・ファビアS2000

ファビアS2000の国際競技での初勝利は、インターコンチネンタル・ラリー・チャレンジの一戦である2009年のラリー・ロシアでのユホ・ハンニネンのドライブによるものだった。その年にさらに3つの勝利がもたらされ、そのうちの2勝はヤン・コペッキーによるズリンとプリンシペ・デ・アストゥリウスでの勝利で、残る1勝はスコットランドでのガイ・ウィルクスによるものだった。翌年、ファビアは3名のドライバーによってIRCで7勝し、ヨーロッパ選手権でも2勝を挙げた。2011年、IRCでは8勝を挙げたが、ヨーロッパ選手権では1勝にとどまった。2012年にはIRCとヨーロッパ選手権をリードし、両方のシリーズでそれぞれ8勝を獲得した。
また、PWRCおよびSWRCも複数の勝利を獲得している。

### IRC
| No. | 年     | ラリー                                 | ドライバー               | コ・ドライバー           |
| --- | ------ | -------------------------------------- | ------------------------ | ------------------------ |
| 1   | 2009年 | ラリー・ロシア                         | ユホ・ハンニネン         | ミッコ・マルックラ       |
| 2   | 2009年 | ズリン・ラリー                         | ヤン・コペッキー         | ペトル・スタリー         |
| 3   | 2009年 | ラリー・プリンシペ・デ・アストゥリウス | ヤン・コペッキー         | ペトル・スタリー         |
| 4   | 2009年 | スコティッシュ・ラリー                 | ガイ・ウィルクス         | フィル・プー             |
| 5   | 2010年 | ラリー・アルゼンチン                   | ユホ・ハンニネン         | ミッコ・マルックラ       |
| 6   | 2010年 | ラリー・イスラス・カナリアス           | ヤン・コペッキー         | ペトル・スタリー         |
| 7   | 2010年 | ラリー・イタリア・サルディニア         | ユホ・ハンニネン         | ミッコ・マルックラ       |
| 8   | 2010年 | イープル・ラリー                       | フレディ・ロイクス       | フレドリック・ミコロット |
| 9   | 2010年 | ラリ・ビンホ・ダ・マデイラ             | フレディ・ロイクス       | フレドリック・ミコロット |
| 10  | 2010年 | ズリン・ラリー                         | フレディ・ロイクス       | フレドリック・ミコロット |
| 11  | 2010年 | スコティッシュ・ラリー                 | ユホ・ハンニネン         | ミッコ・マルックラ       |
| 12  | 2011年 | ラリー・イスラス・カナリアス           | ユホ・ハンニネン         | ミッコ・マルックラ       |
| 13  | 2011年 | ヤルタ・ラリー                         | ユホ・ハンニネン         | ミッコ・マルックラ       |
| 14  | 2011年 | イープル・ラリー                       | フレディ・ロイクス       | フレドリック・ミコロット |
| 15  | 2011年 | ラリー・アソレス                       | ユホ・ハンニネン         | ミッコ・マルックラ       |
| 16  | 2011年 | ズリン・ラリー                         | ヤン・コペッキー         | ペトル・スタリー         |
| 17  | 2011年 | ラリー・メセック                       | ヤン・コペッキー         | ペトル・スタリー         |
| 18  | 2011年 | スコティッシュ・ラリー                 | アンドレアス・ミケルセン | オーラ・フローネ         |
| 19  | 2011年 | キプロス・ラリー                       | アンドレアス・ミケルセン | オーラ・フローネ         |
| 20  | 2012年 | ラリー・アソレス                       | アンドレアス・ミケルセン | オーラ・フローネ         |
| 21  | 2012年 | ラリー・イスラス・カナリアス           | ヤン・コペッキー         | パウル・ドレスラー       |
| 22  | 2012年 | ラリー・アイルランド                   | ユホ・ハンニネン         | ミッコ・マルックラ       |
| 23  | 2012年 | ラリー・タルガ・フローリオ             | ヤン・コペッキー         | ペトル・スタリー         |
| 24  | 2012年 | イープル・ラリー                       | ユホ・ハンニネン         | ミッコ・マルックラ       |
| 25  | 2012年 | ラリー・ルーマニア                     | アンドレアス・ミケルセン | オーラ・フローネ         |
| 26  | 2012年 | ズリン・ラリー                         | ユホ・ハンニネン         | ミッコ・マルックラ       |
| 27  | 2012年 | ラリー・デ・スリベン                   | ディミタール・イリエフ   | ヤナキ・ヤナキエフ       |

### ERC
| N.º | 年     | ラリー                                     | ドライバー                   | コ・ドライバー           |
| --- | ------ | ------------------------------------------ | ---------------------------- | ------------------------ |
| 1   | 2010年 | イープル・ラリー                           | ヤン・コペッキー             | ペテル・スタリー         |
| 2   | 2010年 | ラリ・ビンホ・ダ・マデイラ                 | ヤン・コペッキー             | ペテル・スタリー         |
| 3   | 2011年 | ラリー・アンテルナシヨナル・ドゥ・ヴァレー | アントニーン・トルシュターク | ヤン・シュカロウ         |
| 4   | 2012年 | イェナー・ラリー                           | ヤン・コペッキー             | パーヴェル・ドレスラー   |
| 5   | 2012年 | ラリー・クロアチア                         | ユホ・ハンニネン             | ミッコ・マルックラ       |
| 6   | 2012年 | ラリー・ブルガリア                         | ディミタール・イリエフ       | ヤナキ・ヤナキエフ       |
| 7   | 2012年 | イープル・ラリー                           | ユホ・ハンニネン             | ミッコ・マルックラ       |
| 8   | 2012年 | ボスフォラス・ラリー                       | ユホ・ハンニネン             | ミッコ・マルックラ       |
| 9   | 2012年 | ズリン・ラリー                             | ユホ・ハンニネン             | ミッコ・マルックラ       |
| 10  | 2012年 | ラリー・ポーランド                         | エサペッカ・ラッピ           | ヤンネ・フェルム         |
| 11  | 2013年 | イェナー・ラリー                           | ヤン・コペッキー             | パーヴェル・ドレスラー   |
| 12  | 2013年 | ラリー・イスラス・カナリアス               | ヤン・コペッキー             | パーヴェル・ドレスラー   |
| 13  | 2013年 | ラリー・アソレス                           | ヤン・コペッキー             | パーヴェル・ドレスラー   |
| 14  | 2013年 | イープル・ラリー                           | フレディ・ロイクス           | フレドリック・ミコロット |
| 15  | 2013年 | ラリー・ルーマニア                         | ヤン・コペッキー             | パーヴェル・ドレスラー   |
| 16  | 2013年 | ズリン・ラリー                             | ヤン・コペッキー             | パーヴェル・ドレスラー   |
| 17  | 2013年 | ラリー・クロアチア                         | ヤン・コペッキー             | パーヴェル・ドレスラー   |
| 18  | 2013年 | ラリー・アンテルナシヨナル・ドゥ・ヴァレー | エサペッカ・ラッピ           | ヤンネ・フェルム         |
| 19  | 2014年 | ラリー・リエパーヤ                         | エサペッカ・ラッピ           | ヤンネ・フェルム         |
| 20  | 2014年 | ラリー・アイルランド                       | エサペッカ・ラッピ           | ヤンネ・フェルム         |
| 21  | 2014年 | イープル・ラリー                           | フレディ・ロイクス           | ヨハン・ギツェルス       |
| 22  | 2014年 | ラリー・アンテルナシヨナル・ドゥ・ヴァレー | エサペッカ・ラッピ           | ヤンネ・フェルム         |

### PWRC
| No. | 年     | ラリー               | ドライバー                 | コ・ドライバー       |
| --- | ------ | -------------------- | -------------------------- | -------------------- |
| 1   | 2009年 | ラリー・ノルウェイ   | パトリック・サンデル       | エミル・アクセルソン |
| 2   | 2009年 | キプロス・ラリー     | パトリック・サンデル       | エミル・アクセルソン |
| 3   | 2009年 | アクロポリス・ラリー | ランブロス・アタナソウラス | ニコラオス・ザケオス |

### SWRC
| No. | 年     | ラリー                        | ドライバー                   | コ・ドライバー             |
| --- | ------ | ----------------------------- | ---------------------------- | -------------------------- |
| 1   | 2010年 | ラリー・スウェーデン          | パー＝グンナー・アンダーソン | アンデルス・フレドリクソン |
| 2   | 2010年 | ラリー・フィンランド          | ユホ・ハンニネン             | ミッコ・マルックラ         |
| 3   | 2010年 | ラリー・ドイチュラント        | パトリック・サンデル         | エミル・アクセルソン       |
| 4   | 2010年 | ラリー・ド・フランス-アルザス | パトリック・サンデル         | エミル・アクセルソン       |
| 5   | 2010年 | ウェールズ・ラリーGB          | アンドレアス・ミケルセン     | オーラ・フローネ           |
| 6   | 2011年 | アクロポリス・ラリー          | ユホ・ハンニネン             | ミッコ・マルックラ         |
| 7   | 2011年 | ラリー・フィンランド          | ユホ・ハンニネン             | ミッコ・マルックラ         |
| 8   | 2011年 | ラリー・カタルーニャ          | ユホ・ハンニネン             | ミッコ・マルックラ         |
| 9   | 2012年 | ラリー・ド・ポルトガル        | ヘイデン・パッドン           | ジョン・ケナード           |